# Miloš Ninković
Miloš Ninković (sârbă: Милош Нинковић) (n. 25 decembrie 1984, Belgrad, Iugoslavia) este un fotbalist sârb aflat sub contract cu Sydney FC din A-League. El a fost unul dintre jucatorii cheie ai Serbiei in Campionatul Mondial de Fotbal 2010.